# Little Cheese
Little Cheese (vero nome di Chester Cheese) è un personaggio immaginario dell'Universo DC, ed è un topo antropomorfo. Chester Cheese è un supereroe che visse nel mondo oltredimensionale di Terra-C (ora Terra-26), una Terra popolata da animali senzienti. Comparve per la prima volta in Captain Carrot and His Amazing Zoo Crew n. 12.

## Biografia
Chester Cheese era il figlio del Dr. Edam Cheese, che stava conducendo delle ricerche circa il "Lunar Longhorn", un tipo di formaggio trovato sulla Luna da alcuni astronauti. Una sera, tornando a casa, Chester trovò suo padre assassinato, e il killer lo bloccò all'interno del laboratorio. Incapace di scappare, e cominciando a sentire fame, Chester decise di mangiare il Lunar Longhorn, l'unica cosa commestibile nel laboratorio. Il formaggio extraterrestre diede a Chester il potere di variare la sua statura a volontà. Chester si allenò nella sua nuova abilità e divenne un supereroe, e si fece conoscere con il nome di "Little Cheese" (dall'inglese, "formaggino").Chester si unì presto alla Squadra Zoo per portare l'assassino di suo padre di fronte alla giustizia, e fu ricompensato diventando membro della Squadra.
In Teen Titans n. 30 e 31 (dicembre 2005-gennaio 2006), Little Cheese fu menzionato in una serie di pagine che era in lizza per divenire un fumetto della Squadra Zoo che sarebbe stato pubblicato nella continuità corrente dell'Universo DC. A questa storia, seguirono le avventure dei compagni della Squadra Zoo in una versione più macabra ed oscura della Terra-C, facendo da parodia ai recenti fumetti di supereroi rivolti in quella direzione. In queste pagine, Little Cheese fu ucciso per mano di Alley-Kat-Abra a causa dell'odio interspecie (dato che gatto mangia topo).
In Captain Carrot and the Final Ark, Alley ritornò affermando che i suoi crimini furono commessi da un doppione malvagio chiamata "Dark Alley" creata da Felina Faust mentre fu bandita nel futuro. Come tale, rimase orrificata dai loro doppi crimini, incluso l'assassinio di Little Cheese, evotò per rimediare al meglio che poteva.

## Poteri e abilità
Little Cheese possiede l'abilità di restringersi quasi fino alla taglia microscopica a volontà, similmente al supereroe della Silver Age Atomo.

## Storia dello sviluppo
Inizialmente, il personaggio avrebbe dovuto chiamarsi "Big Cheese", e avrebbe dovuto avere l'abilità di divenire un gigante a volontà, similmente al supereroe Colossal Boy, della Legione dei Supereroi.